# Christophe Ono-dit-Biot
Christophe Ono-dit-Biot (Le Havre, 24 gennaio 1975) è uno scrittore e giornalista francese.

## Biografia
Nato a Le Havre nel 1975, è vicecaporedattore del settimanale Le Point del quale cura le pagine culturali.
Ha studiato al Lycée Janson-de-Sailly di Parigi e in seguito si è laureato in letterature comparate prima di interessarsi all'appena nato World Wide Web con la creazione di un suo blog ante litteram, Le Journal de l’énervé, a partire dal 1995.
Critico letterario ed autore per l'emittente France Culture, è autore di 6 romanzi e di due opere di saggistica.
Tra i riconoscimenti che gli sono stati attribuiti per l'opera letteraria, si ricorda il Grand Prix du roman de l'Académie française ottenuto nel 2013 con il romanzo Immersione.

## Opere principali

### Romanzi
- Désagrégé(e) (2000)
- Interdit à toute femme ou femelle (2002)
- Génération spontanée (2004)
- In Birmania (Birmane, 2007), Milano, Cairo, 2008 traduzione di Adriana Crespi ISBN 978-88-6052-186-6 .
- Immersione (Plonger, 2013), Milano, Bompiani, 2016 traduzione di Ileana Zagaglia ISBN 978-88-452-8316-1.
- Credere al meraviglioso (Croire au merveilleux, 2017), Milano, Bompiani, 2018 traduzione di Bérénice Capatti ISBN 978-88-452-9461-7.

### Saggi
- Le Goût de la Birmanie (2005)
- Ciels d’orage (2011)

## Filmografia
- Plonger (2017) regia di Mélanie Laurent (soggetto)

## Alcuni riconoscimenti
- Prix Edmée-de-La-Rochefoucauld: 2001 per Désagrégé(e)
- Prix Interallié: 2007 per In Birmania
- Grand Prix du roman de l'Académie française: 2013 per  Immersione
- Prix Renaudot des lycéens: 2013 per  Immersione